# Eusebia Palomino Yenes
Eusébie ou Eusebia Palomino Yenes, née le 15 décembre 1899 à Cantalpino dans la province de Salamanque en Espagne, morte le 10 février 1935 à Valverde del Camino en Andalousie, est une religieuse catholique espagnole, de l'ordre des religieuses salésiennes de Don Bosco, les Filles de Marie Auxiliatrice.
De famille pauvre, elle interrompt ses études pour aider ses parents, et travaille comme domestique dans des familles, puis pour les sœurs salésiennes de Don Bosco. Ayant la vocation religieuse, elle intègre l'ordre et s'y fait remarquer par son humilité, par la pertinence de ses conseils et par sa dévotion à l'eucharistie, aux cinq plaies du Christ, au chemin de croix et à Marie.
Le pape Jean-Paul II la béatifie le 25 avril 2004 sur la place Saint-Pierre de Rome. La bienheureuse Eusebia Palomino Yenes est fêtée le 10 février, le 9 par les Salésiens.

## Biographie
Eusebia Palomino Yenes naît le 15 décembre 1899 à Cantalpino dans la province de Salamanque, en Espagne. Elle est la troisième des quatre enfants d'Agustin Palomino et de Juana Yenes de Villaflores. Sa sœur aînée s'appelle Dolores.
Son père travaille comme ouvrier agricole saisonnier ; pendant l'hiver, lorsqu'il n'a pas de travail, il se rend dans des villes proches pour mendier de la nourriture. Elle l'accompagne vers 1909 lors de ces voyages ; il lui enseigne souvent le catéchisme. Eusebia Palomino effectue sa première communion à l'âge de huit ans et l'appelle sa première « rencontre » avec Jésus-Christ. En 1906, elle entre dans une école de filles, mais quitte l'école pour soutenir ses parents par son travail.
Elle travaille d'abord comme domestique dans une famille aisée, puis elle sert en 1911 dans un orphelinat avec sa sœur aînée Dolores,. Une fois par semaine, elle se rend à la chapelle de l'école du Saint-Esprit tenue par les sœurs salésiennes de Don Bosco, et les rencontre ainsi. Les religieuses lui demandent si elle travaillerait pour elles, ce qu'elle accepte. Elle sert donc chez les religieuses, comme domestique et cuisinière. Le nettoyage des salles de classe et la collecte du bois de chauffage font également partie de ses tâches quotidiennes. Elle fait aussi la connaissance des élèves ; certains l'admirent et la recherchent pour ses sages conseils.
Eusebia Palomino cultive un désir secret, celui de rejoindre les religieuses. Mais elle ne le demande pas, car elle craint d'être refusée à cause de sa pauvreté et de son éducation limitée. Une supérieure en visite en parle avec elle et lui dit qu'elle sera bientôt acceptée. L'accord arrive, et elle admise comme postulante le 31 janvier 1921. Elle effectue sa prise d'habit le 5 mai 1922.
Elle commence son noviciat le 5 août 1922 à Barcelone, où elle prononce sa première profession religieuse en août 1924. Elle est ensuite transférée à la maison salésienne de Valverde del Camino, en Andalousie. Son arrivée suscite des moqueries de la part des étudiantes, qui raillent son apparence. Elle y reste indifférente en s'occupant simplement de tâches domestiques. Les étudiantes observent son apprentissage spirituel et sa piété, et sont vite captivées par les histoires de saints qu'elle leur raconte, et particulièrement par les histoires de la vie de saint Jean Bosco. Elle effectue sa profession solennelle en 1930. Des prêtres et des religieux viennent souvent lui demander conseil.
Spirituellement, sœur Eusebia Palomino aime particulièrement la « servitude mariale » de saint Louis-Marie Grignion de Montfort. Elle pratique aussi et répand la dévotion aux cinq plaies de Jésus-Christ ainsi qu'au chemin de croix. Elle est aussi animée par l'amour de l'eucharistie.
Lors de la montée de troubles et de l'émergence d'un sentiment antireligieux en Espagne dans les années 1930, elle offre sa vie pour le salut de son pays. En août 1932, elle contracte une maladie inconnue que les médecins n'arrivent pas à diagnostiquer. Ses membres la font souffrir, son asthme s'aggrave et augmente ses souffrances,. Le 4 octobre 1934, le teint pâle, elle demande à ses sœurs de supplier Dieu de protéger la Catalogne.
Eusebia Palomino meurt le 10 février 1935, après avoir prédit que le sentiment antireligieux ne dégénère en grave conflit, ce qui se produit peu après avec la guerre civile espagnole.

## Béatification
La procédure pour son éventuelle béatification commence officiellement le 15 décembre 1981 après l'émission du Nihil obstat par la Congrégation pour les causes des saints, ce qui lui donne le titre de « servante de Dieu ». La procédure diocésaine est ouverte dans le diocèse de Huelva où Mgr Rafael González Moralejo supervise la procédure du 12 avril 1982 au 15 septembre 1984.
À Rome, la Congrégation pour la cause des saints valide la procédure diocésaine le 20 décembre 1985 et reçoit la Positio du postulateur en 1990. La commission des théologiens approuve la cause le 14 mai 1996, la Congrégation l'approuve à son tour le 5 novembre 1996. Le pape Jean-Paul II approuve le décret sur ses vertus héroïques et la proclame ainsi vénérable le 17 décembre 1996.
Pour sa béatification, la validation d'un miracle est nécessaire. Un miracle obtenu par son intercession est étudié, et validé par la Congrégation pour la cause des saints le 5 février 1999. Il est ensuite reconnu successivement par la commission médicale 22 novembre 2001, par la commission des théologiens le 30 mai 2003, et de nouveau par la Congrégation pour la cause des saints le 16 décembre 2003. Jean-Paul II approuve à son tour ce miracle le 20 décembre 2003.
Jean-Paul II élève Eusebia Palomino Yenes au rang des bienheureuses lors de la cérémonie de béatification le 25 avril 2004 sur la place Saint-Pierre de Rome. Le postulateur de la cause en canonisation est le prêtre salésien Pierluigi Cameroni.
La bienheureuse Eusebia Palomino Yenes est fêtée le 10 février,,, et la veille, le 9 février, par la famille salésienne.